# Erinnyis guttularis
Erinnyis guttularis (Walker, 1856) è un lepidottero appartenente alla famiglia Sphingidae, diffuso in America Centrale e Settentrionale.

## Descrizione

### Adulto
Tra tutte le specie di Erinnyis è quella di dimensioni più ridotte.

La pagina superiore dell'ala anteriore è grigiastra, mentre quella dell'ala posteriore è più o meno uniformemente marroncina; il colore arancione, visibile nelle altre specie congeneri, qui è solo vestigiale. La pagina inferiore dell'ala posteriore è bianca a livello dell'area anale.

Nel maschio, la pagina superiore dell'ala anteriore assomiglia molto a quella della femmina di E. ello ello, ma con una più marcata e stretta banda mediana nera, che corre dalla regione basale fino all'apice.

Le antenne sono filiformi, appena uncinate alle estremità, con una lunghezza pari a circa la metà della costa. Capo, torace e addome risultano grigiastri, leggermente spruzzati di bianco.

Nell'apparato genitale maschile, l'edeago mostra una fila destra di setae più allungate, robuste ma rade, ed una sinistra di setae più corte.

L'apertura alare è di circa 45–48 mm.

### Larva
Il bruco è verdastro e cilindrico, con bande nere sulle pseudozampe.

### Pupa
La crisalide è anoica, lucida e nerastra, con geometrie arancioni, ed un cremaster poco sviluppato; si rinviene entro un bozzolo posto a scarsa profondità nella lettiera del sottobosco.

Localizzazione geografica della Repubblica Dominicana, indicata da Francis Walker quale locus typicus della specie

## Distribuzione e habitat
L'areale di questa specie si estende quasi esclusivamente nell'ecozona neotropicale, comprendendo le isole Bahamas, le isole Cayman, Cuba, la Giamaica, Haiti, le Piccole Antille, Porto Rico, la Repubblica Dominicana (locus typicus), e gli Stati Uniti meridionali (Florida)
L'habitat è rappresentato da foreste tropicali, dal livello del mare fino a zone collinari.

## Biologia

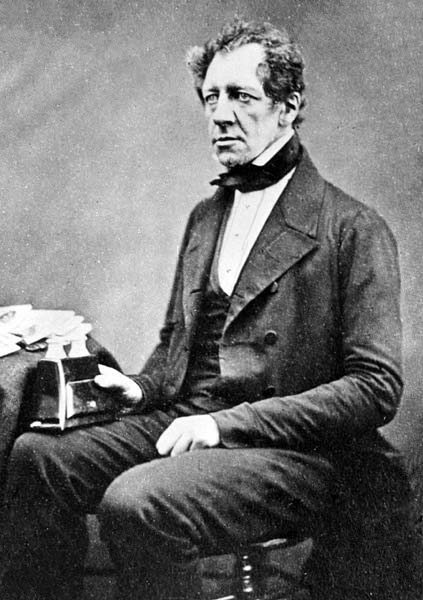
L'entomologo inglese Francis Walker (1809-1874) che per primo descrisse la specie nel 1856

Durante l'accoppiamento, le femmine richiamano i maschi grazie ad un feromone rilasciato da una ghiandola, posta all'estremità dell'addome.

### Periodo di volo
Gli adulti sono rinvenibili tutto l'anno nella fascia tropicale dell'areale.

### Alimentazione
I bruchi parassitano le foglie di membri di varie famiglie, tra cui:
- Allamanda spp. L. (Apocynaceae)
- Carica papaya L. (Papaia o Papaya) (Caricaceae)

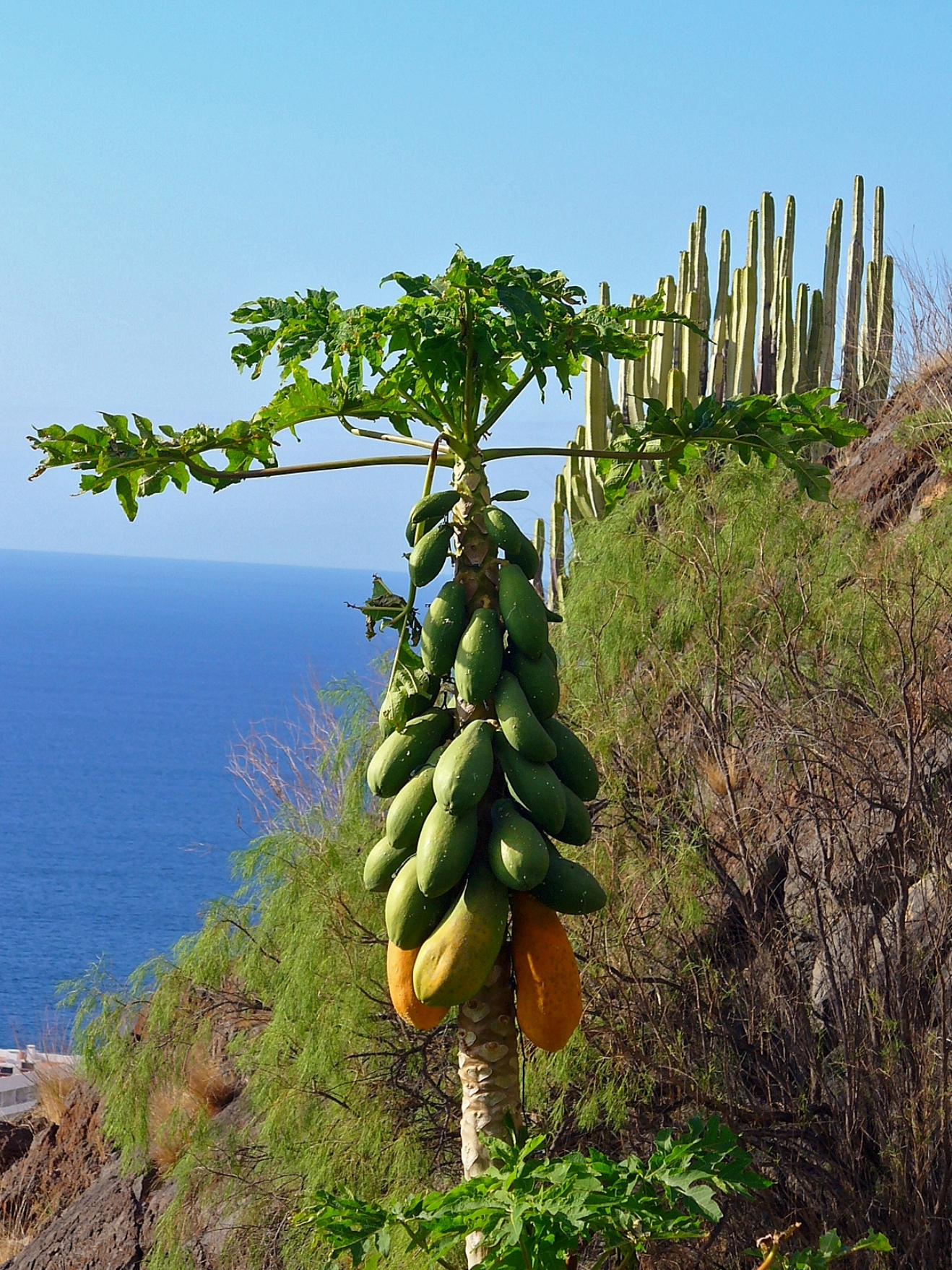
Carica papaya

- Jatropha spp. L. (Euphorbiaceae)

## Tassonomia

### Sottospecie
Non sono state descritte sottospecie.

### Sinonimi
È stato riportato un solo sinonimo:
- Anceryx guttularis Walker, 1856 - List Specimens lepid. Insects Colln Br. Mus., 8: 227 - Locus typicus: Santo Domingo (sinonimo omotipico; basionimo)[1]